# Наджара, Исраэль бен Моше
Раби Исраэль бен Моше Наджара (ивр. ִר׳ יִשְׂרָאֵל בֵּן מֹשֶׁה נַאגָּ֗ארָה‎; 1545, Дамаск — 1620, Газа) — законоучитель, литургический деятель (пайтан), проповедник, комментатор Библии, и раввин Газы.

## Биография
Семья раввинов Наджара (Нахара) была родом из Нахеры, города на севере Испании на реке Нахерилья. Нахера была бывшей столицей Королевства Наварра, а в XI веке вошла в состав Королевства Кастилия. В раввинской литературе XVI—XIX веков Наджары встречаются в Алжире, Тунисе, Дамаске и Газе.
Считается, что дед Наджары, раввин Леви Наджара, родился в Испании и бежал в Дамаск из-за антисемитского изгнания евреев из Испании в 1492 году. Его отец раввин Моше бен Леви Наджара родился в Салониках, а в последние годы жизни переехал с семьёй в Цфат и участвовал в каббалистических кругах Аризала.[4] Раввин Исраэль Наджара родился в Цфате около 1555 года. Большую часть своей жизни он прожил между Цфатом, Дамаском и Газой. Многие подробности его жизни можно узнать из его стихов. После нападения на евреев Цфата в 1579 году Наджара уехал со своей семьей и поселился в Джобаре на окраине Дамаска, где служил софером и раввином. Он пережил необычную личную трагедию; его первая жена умерла в молодом возрасте, а единственная дочь от этого брака умерла в десятилетнем возрасте. В конце концов он снова женился, и некоторые дети от его второго брака дожили до взрослого возраста. В последние годы своей жизни он был раввином в Газе, где и похоронен. Один из его сыновей, Моисей Наджара, также был поэтом и сменил своего отца на посту главного раввина Газы. Его внук Яаков Наджара был втянут в саббатианский спор.
Из его светских стихов, которые он писал размерами различных испанских/ладино, турецких и греческих песен, видно, что он знал несколько иностранных языков. Он много путешествовал по Османской империи; есть сведения, что он посетил Салоники, Стамбул и Бурсу. Из-за своего воспитания в Цфате он попал под обширное влияние лурианской каббалы.
Исраэль бен Моше Наджара пользовался большим уважением саббатианцев и франкистов.
Как видно из его работ, он был разносторонним ученым и вёл переписку со многими современными раввинами, в том числе с Безалилем Ашкенази, Йом-Тобом Цахалоном, Моисеем Гамоном и Менахемом Хефецем. Его поэтические излияния были исключительно многочисленны, и многие из них были переведены на персидский язык. Ещё будучи молодым, он сочинил множество гимнов на арабские и турецкие мелодии с намерением, как он говорит в предисловии к своему «Земирот Исраэль», отвратить еврейскую молодежь от светских песен. Он писал пийютим, пицмоним, селихот, виддуим и погребальные песни для всех будних дней, а также для суббот, святых дней и периодических церемоний; эти пиютим были собраны в его «Земирот Исраэль». Многие пиютим написаны на арамейском языке.

## Труды
Письма, светские стихи, эпиграммы и рифмованная проза Наджары составляют произведение под названием «Меймей Исраэль» (מימי ישראל) опубликованы в конце второго издания «Земирот Исраэль» (זמירות ישראל). Другие работы Наджары следующие:
- Месахекет ха-Тебель (Цфат, 1587), этическая поэма о небытии мира;
- Шохатэ ха-Йеладим (напечатано вместе с «Йемин Моше» Моисея Вентуры, Амстердам, 1718), еврейский стих о законах забоя скота и порции, составленный по просьбе его сына Моисея;
- Кетуббат Исраэль (с «Маамар ха-Ахдут» Джозефа Джабеза, н.п., 1794), гимн, который в каббалистической манере представляет отношения между Богом и Израилем как отношения между мужем и женой (он был написан к празднику Шавуот)[1];
- Сборник гимнов, изданный М. Х. Фридлендером (Вена, 1858) под названием «Пизмоним».

Его неопубликованные работы:
- «Шеэрит Исраэль» содержит шестьдесят стихотворений и, согласно заголовку, является второй частью «Земирот Исраэль»; его можно найти в бет ха-мидраше немецкой общины Амстердама. Из него Леопольд Дьюкс опубликовал одно стихотворение[7];
- Маархот Исраэль, комментарий к Пятикнижию;
- Микве Исраэль, проповеди;
- Пицей Оев, комментарий на Иова.

М. Сакс попытался перевести некоторые пиютим Наджары на немецкий язык.
После того, как в 1836 году были расчищены руины дома, в котором жил рабби Иуда хе-Хасид в Иерусалиме, были найдены некоторые рукописи Исраэля Наджары 1579 года.

### Земирот Исраэль
«Земирот Исраэль», первоначально называвшийся «Земирот Исраэль Наджара», был впервые опубликован в Цфате (1587) и содержал 108 пиютимов и гимнов. Многие дополнительные песни были напечатаны в венецианском издании 1599 года. Это издание содержит дополнения к «Мем Исраэль» и «Месахекет ха-Тебель» и разделено на три части:
1. Олат Тамид (ивр. ִעולת תמיד‎), содержащий 225 пиютов, организованных в соответствии с османской системой макам. Он отмечает двенадцать макамларов: Раст, Дуга, Гусейни, Буселик, Сега, Сега Ирак, Небрус Аджем, Махур, Нева Уззал, Накс Гусейни и Никриз[10].
2. Олат Шаббат (ивр. ִעולת שבת‎), содержащий 54 пиютим для каждого Шаббата года (набор из предположительно хорошо известных мелодий других пиютим, как указано в инципитах)
3. Олат Ходеш (ивр. ִעולת חודש‎), содержащий 160 пиютим и погребальные песни для Высоких Святых Дней, Пурима, Девятого Ава и периодических церемоний. К ним относятся эпические поэмы, пересказывающие истории Хануки и Пурима, а также пийют, исполняемый сефардскими общинами в Шавуот «ירד דודי לגנו לערוגות בשמו» (также известный как кетубба шёл матан Тора), описывающий аллегорический «брачный контракт» между Богом и Израиль[11]. Он был опубликован в третий раз в Белграде (1837), но без многих песен и двух только что упомянутых произведений. Выдержки из «Земирот Исраэль» были опубликованы под названием «Тфилот Нораот» (Франкфорт-на-Майне, 1712)[3].

### Влияние
Многие пиютимы и гимны Наджары были включены в ритуалы и махзорим, используемые евреями в различных странах, особенно в Италии и Израиле.
Поэтические произведения раввина Исраэля Наджары оказали значительное влияние на различные традиции бакашота в Марокко, Турции (также известные как традиция мафтирим) и Сирии. По крайней мере, 26 композиций Наджары являются частью марокканского канона бакашота, а примерно 8 из 66 сирийских бакашот были написаны Наджарой. В канун Шаббата евреи Алеппо поют множество гимнов и молитв, написанных Наджарой.
Наиболее известные из его гимнов — «Я Рибон Алам», («יה ריבון עלם»), читаемые в субботу евреями разных стран, а также «Йодуха Раайонай» (Yodukha Raayonay) и Ярхик Недод (Yarhiq Nedod). .